# Claudia von Collani
Claudia von Collani, geb. Radina (* 10. Januar 1951 in Schweinfurt) ist eine deutsche Theologin und Missionswissenschaftlerin.

## Leben
Nach dem Abitur am Olympia-Morata-Gymnasium in Schweinfurt studierte sie katholische Theologie in Würzburg mit Spezialstudium im Fach Missionswissenschaft, daneben Studium der Sinologie und Japanologie. (1976 Diplom-Hauptprüfung in Theologie bei Bernward Willeke und Hans Steininger. 1983 Promotion bei Bernward Willeke und Klaus Wittstadt in Katholischer Theologie im Fach Missionswissenschaft mit der Dissertation: P. Joachim Bouvet S.J. Sein Leben und sein Werk.) Von 1997 bis 2003 war sie wissenschaftliche Mitarbeiterin am Lehrstuhl für Missionswissenschaft, Würzburg, zeitweise Frauenbeauftragte an der Fakultät für Katholische Theologie. Mit einer Habilitationsschrift zum Thema „Lex Naturae et Lex Gratiae“ in der ostasiatischen Missionsgeschichte habilitierte sie sich 2005 an der Katholisch-Theologischen Fakultät der Universität Münster im Fach Missionswissenschaft. Von 2005 bis 2014 hielt sie in Münster Lehrveranstaltungen im Fach Missionswissenschaft. Die Umhabilitation nach Würzburg erfolgte 2013.
Ihre Forschungsschwerpunkte sind Missions- und Kirchengeschichte Ostasiens, frühe Missionstheologie, Figurismus in China, Daodejing und Yijing (Buch der Wandlungen), Kulturaustausch zwischen China und Europa und Wissenschaftsgeschichte.
Sie ist die Witwe des Mathematikprofessors Elart von Collani und hat drei Kinder. 

## Werke (Auswahl)
Zahlreiche Artikel im Biographisch-Bibliographischen Kirchenlexikon (BBKL).
- Die Figuristen in der Chinamission (= Würzburger Sino-Japonica. Band 8). Lang, Frankfurt am Main 1981, ISBN 3-8204-6213-9 (zugleich Diplomarbeit, Würzburg 1976).
- P. Joachim Bouvet S.J. Sein Leben und sein Werk (= Monumenta Serica Monograph Series. Band 17). Steyler Verlag, Nettetal 1985, ISBN 3-87787-197-6 (zugleich Dissertation, Würzburg 1983).
- (Hrsg.): Eine wissenschaftliche Akademie für China. Briefe des Chinamissionars Joachim Bouvet S.J. an Gottfried Wilhelm Leibniz und Jean-Paul Bignon über die Erforschung der chinesischen Kultur, Sprache und Geschichte (= Studia Leibnitiana. Band 18). Steiner-Verlag, Stuttgart 1989, ISBN 3-515-05186-4.
- (Hrsg.): Joachim Bouvet S.J.: Journal des voyages (= Variétés Sinologiques New Series. Band 95). Ricci Institute, Taipei 2005, ISBN 9579390797.
- mit Harald Holz und Konrad Wegmann (Hrsg.): Uroffenbarung und Daoismus. Jesuitische Missionshermeneutik des Daoismus (= Reihe Daodejing-Forschungen. Band 1). European University Press, Bochum 2008, ISBN 3-89966-263-6.
- Von Jesuiten, Kaisern und Kanonen. China und Europa – eine wechselvolle Geschichte. Wissenschaftliche Buchgesellschaft, Darmstadt 2012, ISBN 978-3-534-25152-0.
- mit Paul Rule (Hrsg.):  Kilian Stumpf SJ: The Acta Pekinensia or Historical Records of the Maillard de Tournon Legation. First transcribed edition and English annotated translation (= Monumenta Historica S.I. Nova Series. Band 9). Macau Ricci Institute, Macau 2015, ISBN 978-88-7041-209-3.
- mit Erich Zettl (Hrsg.): Johannes Schreck – Terrentius SJ. Wissenschaftler und China-Missionar (1576–1630) (= Missionsgeschichtliches Archiv. Band 22). Franz Steiner Verlag, Stuttgart 2016, ISBN 3-515-11254-5.